# Абдуллина, Лариса Хашимовна
Лариса Хашимовна Абду́ллина (урождённая Ситдикова) (баш. Абдуллина Лариса Хашим ҡыҙы; род. 28 июля 1975, д. Мякаш Давлекановского района БАССР) — башкирская поэтесса, переводчица, общественный деятель, журналист. Автор восьми книг — на башкирском и русском языках. Член Союза писателей Республики Башкортостан (2006) и России (2008), член Союза журналистов Республики Башкортостан (2002) и России (2002). Лауреат Республиканской молодёжной премии имени Шайхзады Бабича (2008), премии Правительства Республики Башкортостан имени Шагита Худайбердина (2019), премии Международной организации тюркской культуры «ТЮРКСОЙ» в области средств массовой информации (2018) и премии имении Ахияра Хакимова Давлекановского района Республики Башкортостан (2019). Лауреат Премии Правительства Российской Федерации в области средств массовой информации (2022).

## Биография
Лариса Хашимовна Абдуллина родилась 28 июля 1975 года в деревне Мякаш Давлекановского района Башкирской АССР.
После окончания Башкирского государственного университета (ныне Уфимский университет науки и технологий) работает в редакции республиканской молодёжной газеты «Йэшлек».
С 2011 до июня 2020 года работала в редакции газеты «Башкортостан».
В данный момент работает главным редактором республиканского детского журнала "Акбузат".

## Творческая деятельность
Стихи поэтессы вошли в «Антологию поэзии Башкортостана», печатаются во всех республиканских изданиях, а также публиковались в журналах «Лиффт», «Наш современник», в международном литературно-философском журнале «Чётки».
Наряду с профессиональной журналистской деятельностью она активно ведёт общественную работу в Союзе журналистов и Союзе писателей Башкортостана. Была в составе жюри республиканского литературного конкурса.
В 2012 году Л. Абдуллина перевела на башкирский язык поэтический дневник Светланы Дегтярёвой «И я вернусь к тебе…» («Һәм мин һиңә ҡайтырмын…»).

## Политическая позиция
После начала полномасштабной агрессии России против Украины начала писать книги, посвящённые солдатам российской армии. По её личной инициативе были напечатаны выпуски журнала «Акбузат» и доставлены на территорию оккупированной Донецкой области и оккупированной Луганской области.
В феврале 2024 года вступила в словесную перепалку с известным башкирским артистом Рифом Габитовым, который на встречи с представителями башкирской культуры и Радием Хабировым предложил почтить минутой молчаний память Рифата Даутова, который погиб в автозаке, в ходе задержаний устроенных из-за протестов в Башкортостане. Предложение Рифа Габитова вызвало резкую критику со стороны Абдуллиной.

## Книги
- Весна, в которой увидела тебя. 1997 — на баш. яз. («Һине күргән яҙым»)
- Нежное мгновение. 2003 — на баш. яз. («Наҙлы мәлем ҡабатланыр һымаҡ»)
- Вкус ягоды. 2006 — на баш. яз. («Еләк тәме»)
- Раздумья о насущном.(публицистика) 2006 — на баш. яз.(«Уйлыларҙы уйландырып»)
- Тридцать три. 2011 — на рус. яз.
- Пятый элемент. 2011 — на рус. яз.
- Разум сердца. (публицистика) 2012 — на баш. яз. («Йөрәк аҡылы»)
- Дух асаба, 2020 — на баш. яз. («Аҫабалар рухы»)

## Награды и почётные звания
- В 2006 году стала обладателем Гран-при Межрегионального поэтического фестиваля «Родники вдохновенья»[9][10][11].
- В 2008 году Абдуллиной Ларисе Хашимовне за поэтический сборник «Вкус ягоды» и публицистический сборник «Раздумья о насущном» присуждена республиканская государственная молодёжная премия имени Шайхзады Бабича[12].
- Лауреат международного конкурса фестиваля «Интеллеигентный сезон» в номинации «Детская поэзия», Сака (2015 год)[13]
- Памятная медаль Года литературы РФ (2015 год) [14]
- Серебро Евразийского фестиваля фестивалей ЛиФФт (2016)
- Заслуженный работник культуры Республики Башкортостан (2016)[15]
- Лауреат премии Международной организации тюркской культуры (2018)[16].
- Лауреат премии Правительства Республики Башкортостан имени Шагита Худайбердина (2019).
- Лауреат премии имении Ахияра Хакимова Давлекановского района Республики Башкортостан (2019).
- Премия Правительства Российской Федерации в области средств массовой информации (27 декабря 2022 года) — за реализацию специального проекта «Медиашефство Башкортостана — Дети Донбасса»[17].